# Kenth Skogsvik
Kenth Harry Göran Skogsvik, född 2 juni 1954, är en svensk ekonom och professor i företagsekonomi vid Handelshögskolan i Stockholm.
Kenth Skogsvik innehade KPMG Bohlins professur i företagsekonomi med särskild inriktning mot extern redovisning och finansiering 1994-2000 och innehar KPMG:s professur i företagsekonomi med särskild inriktning mot extern redovisning och finansiering sedan år 2000, båda vid Handelshögskolan i Stockholm.
Skogsvik invaldes 2014 till ledamot av Kungliga Ingenjörsvetenskapsakademien, i dess avdelning för teknikens grunder och gränsområden.